# Allile

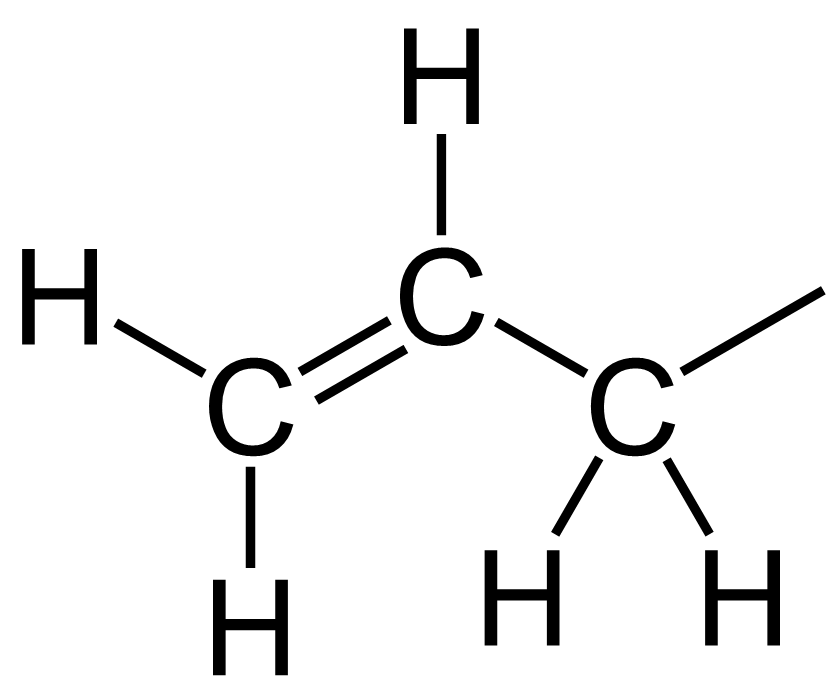
Struttura di un gruppo allilico

In chimica l'allile (o gruppo allilico) è un gruppo funzionale derivante dal propilene (CH2=CH−CH3) per rimozione di un atomo di idrogeno dal carbonio saturo (CH3), la cui formula di struttura è quindi CH2=CH−CH2−. Può esser visto come un vinile (CH2=CH−) unito a un ponte metilene (−CH2−).
I composti contenenti un allile si chiamano composti allilici (CH2=CH−CH2−X);  alcuni di questi, come il cloruro di allile (CH2=CH−CH2−Cl) hanno notevole importanza pratica; inoltre, i gruppi −X uniti ad un allile si dice che sono in posizione allilica, a partire dall'idrogeno metilico del propilene (idrogeno allilico).
Il carbocatione, il radicale e il carbanione derivanti da questo gruppo funzionale godono di una particolare stabilizzazione dovuta al fenomeno della risonanza che delocalizza le cariche o l'elettrone spaiato; per il carbocatione, ad esempio, si ha infatti il seguente schema:
CH2=CH−CH2+   ↔   +CH2−CH=CH2
Questo determina a sua volta una particolare reattività dei composti allilici.
Un altro gruppo funzionale con struttura e reattività simili è il benzile (C6H5−CH2−).